# ヨーゼフ・シヴォー
ヨーゼフ・シヴォー（Josef Sivó, ハンガリー語: Sívó József, 1931年11月26日 - 2007年8月13日）は、ルーマニア出身のハンガリー人のヴァイオリニスト。

## 経歴
1931年にアラドに生まれる。ブカレストでジョルジュ・エネスコに師事した。1956年にウィーンへ移住、リカルド・オドノポソフに師事した。同年のプラハの春国際音楽コンクールのヴァイオリン部門で3位に入賞、またジュネーヴ国際音楽コンクールで第2位（第1位なし、同位受賞に豊田耕児）、1960年のパガニーニ国際コンクールでは第6位（第1位、第5位なし）に入賞した。
1960年頃、ウィーン国立歌劇場の団員となる。1963年12月1日、ウィーン・フィルハーモニー管弦楽団の団員となる（第1ヴァイオリン、数年前から待機団員）。1965年、同楽団のコンサートマスターに就任する。1969年、音楽活動に対しオーストリア政府より受賞する。1972年前半に退団し、その後はウィーンで、主に教育者として活動した。
使用楽器は、1694年製ピエトロ・グァルネリウス。2007年にウィーンにて没。

## 脚註
1. ↑  “Tod von Professor Josef Sivó”. 2015年12月12日時点のオリジナルよりアーカイブ。2015年12月12日閲覧。